# Epidiopteryx
Epidiopteryx é um gênero de traça pertencente à família Agonoxenidae.